# Eparchie volžská
Eparchie Volžsk je eparchie ruské pravoslavné církve nacházející se v Rusku.

## Území a titul biskupa
Zahrnuje správní hranice území městského okruhu Volžsk a také Volžského, Kuženěrského, Mari-Turekského, Morkinského, Novotorjalského, Paraňginského a Sernurského rajónu republiky Marijsko.
Eparchiálnímu biskupovi náleží titul biskup volžský a sernurský.

## Historie
Eparchie byla zřízena rozhodnutím Svatého synodu ze dne 6. října 2017 oddělením území z joškar-olinské eparchie. Ve stejný den se stala součástí marijské metropole.

## Seznam biskupů
- 2017–2017 Ioann (Timofejev), dočasný administrátor
- od 2017 Feofan (Dančenkov)